# Okres Piaseczno
Okres Piaseczno (polsky Powiat piaseczyński) je okres v polském Mazovském vojvodství. Rozlohu má 621,04 km² a v roce 2020 zde žilo 190 606 obyvatel. Sídlem správy okresu je město Piaseczno, které je součástí varšavské aglomerace. Jde o jeden z nejbohatších a nejlépe se rozvíjejících okresů v Polsku.

## Gminy
Městsko-vesnické:
- Góra Kalwaria
- Konstancin-Jeziorna
- Piaseczno
- Tarczyn

Vesnické:
- Lesznowola
- Prażmów

## Města
- Góra Kalwaria
- Konstancin-Jeziorna
- Piaseczno
- Tarczyn

## Geografie
Okres Piaseczno leží v centrální části Mazovského vojvodství. Na severu hraničí s Varšavou, na východ přes Vislu s okresem Otwock, na jihu s okresem Grójec a na západě s okresem Pruszków. Nachází se v pásmu středopolských nížin, přesněji na Varšavské planině. Východní část okresu pokrývá údolí Visly, která je oddělena od planiny vysokým svahem (12,5 – 20 m).

### Flóra
Na území okresu se nachází luční a lesní společenství a rašeliniště. Největší plochy luk jsou v údolí Visly. Rašeliniště se nachází převážně v údolí řeky Jeziorki a také v okolí Solca a Baniochy v gmině Góra Kalwaria. Na území okresu převažují lesy jehličnaté a lesy smíšené. Největším lesním celkem jsou Chojnowské lesy.

### Struktura povrchu
- Zemědělsky využívané plochy – 30 608 ha
- Sady – 6 227 ha
- Les – 12 177 ha

## Demografie
Počet obyvatel (informace z 30. června 2005):
|         | Celkem  | Celkem | Ženy   | Ženy | Muži   | Muži |
|         | Osob    | %      | Osob   | %    | Osob   | %    |
| ------- | ------- | ------ | ------ | ---- | ------ | ---- |
| Celkem  | 141 919 | 100    | 73 597 | 51,9 | 68 322 | 48,1 |
| Město   | 67 905  | 100    | 35 783 | 52,7 | 32 122 | 47,3 |
| Vesnice | 74 014  | 100    | 37 814 | 51,1 | 36 200 | 48,9 |